# Phycitimorpha congruata
Phycitimorpha congruata is een vlinder uit de familie tandvlinders (Notodontidae). De wetenschappelijke naam van deze soort is voor het eerst geldig gepubliceerd in 1920 door Janse.
De soort komt voor in tropisch Afrika.